# Carlos Matsinhe
Carlos Simão Matsinhe (nascido em 2 de outubro de 1954) é um bispo anglicano moçambicano aposentado. Ele foi o 11º bispo da Diocese dos Libombos e primeiro bispo presidente interino da Igreja Anglicana de Moçambique e Angola. É o atual presidente da Comissão Eleitoral Nacional de Moçambique.

## Biografia
Matsinhe nasceu em Homoíne, Inhambane, e foi educado em escolas católicas. Seus pais eram da Igreja Metodista Unida, mas ele se juntou à Igreja Anglicana, graças à tia por quem foi criado. Com o apoio do Bispo Daniel Pina Cabral, foi enviado para estudar teologia e treinar para o sacerdócio no Seminário Anglicano de São Marcos em Dar-es-Salaam, Tanzânia, afiliado à Universidade de Makerere, a partir de janeiro de 1975.
Retornou a seu país em fevereiro de 1978 e foi ordenado diácono em fevereiro de 1979, enquanto trabalhava como tradutor e técnico na Mabor General, a fábrica estatal de pneus. Trabalhou na Igreja Anglicana de São Tiago de Choupal, em Maputo. Carlos foi ordenado sacerdote em 6 de janeiro de 1980, na Igreja Anglicana de São Cipriano, e serviu como reitor da paróquia de Santos Estêvão e Lourenço, capelão da Missão para Marinheiros e da Federação de Estudantes Anglicanos.
Matsinhe foi pioneiro no desenvolvimento do setor de educação privada, após o Acordo Geral de Paz. No início dos anos 1990, como reitor de Santos Estêvão e Lourenço de Maxaquene, ele e membros da congregação estabeleceram um centro de reabilitação de crianças de rua. Em colaboração com a DanChurchAid, Matsinhe arrecadou fundos e coordenou a construção da Escola Anglicana de São Cipriano em Maputo. Liderou a tradução da liturgia anglicana para o Xítsua, sua língua materna.
Após ser transferido como decano da Catedral de Maciene, procurou estabelecer um fundo de segurança social para os padres. Colaborou com a Fundação para o Desenvolvimento Comunitário (FDC) na criação do Centro de Artes Paulo Mabumo.

## Episcopado
Ainda pároco de Maciene, Matsinhe foi indicado como candidato para ser o próximo bispo dos Libombos, quando Dinis Sengulane anunciou sua aposentadoria após liderar a igreja por 38 anos. Ele assumiu o cargo de vigário geral da Diocese com a aposentadoria de Sengulane e sua eleição como Bispo ocorreu em 10 de agosto de 2014. Tornou-se o segundo moçambicano a liderar a Diocese, depois de Dom Dinis Sengulane, e o primeiro eleito desde a independência do país. Matsinhe foi consagrado Bispo dos Libombos em 28 de setembro de 2014, no Pavilhão do Maxaquene, em cerimônia presidida por Thabo Makgoba, o Arcebispo da Cidade do Cabo e primaz da Igreja Anglicana da África Austral, com a presença de outros quatorze bispos, incluindo Sengulane e Ellinah Wamukoya, e do presidente de Moçambique. Com a formação da Igreja Anglicana de Moçambique e Angola (IAMA) em 24 de setembro de 2021, como 42º província da Comunhão Anglicana, Matsinhe foi escolhido como bispo presidente interino.
Ao longo de seu mandato, trabalhou com o Arcebispo Thabo Makgoba, levando à criação das dioceses de Maciene, Inhambane, Sofala, Púngue, Tete, Zambézia e Nampula, além das dioceses já existentes de Libombos e Niassa. Também foi um promotor do ecumenismo e do diálogo inter-religioso. Durante seu mandato de dez anos como bispo diocesano, Dom Carlos deu prioridade à descentralização da igreja, dando mais autonomia às paróquias anglicanas.
Em janeiro de 2021, Matsinhe assumiu como um dos dezessete membros da Comissão Nacional Eleitoral (CNE) de Moçambique, sendo eleito na primeira sessão para um mandato de seis anos como presidente do órgão. Na sequência das eleições locais moçambicanas de 2023, nas quais os tribunais encontraram irregularidades na votação a favor do partido no poder, a FRELIMO, o ativista dos direitos humanos Adriano Nuvunga criticou Matsinhe por legitimar os resultados eleitorais. Dez dos outros 12 bispos da IAMA apelaram a Matsinhe para se reformar (aposentar) numa carta pública de dezembro de 2023. Aproximando-se da idade de reforma obrigatória de 70 anos, e após 45 anos de serviço na igreja, Matsinhe anunciou sua aposentadoria como bispo dos Libombos e primaz interino em julho de 2024.

Dom Carlos permanece como presidente da CNE, presidindo às eleições gerais moçambicanas de 2024. Em dezembro de 2024, membros da CNE acusaram Matsinhe pelo atraso de três meses no pagamento de seus subsídios.